# Jens Böhrnsen
Jens Böhrnsen (* 12. června 1949, Brémy) je německý sociálnědemokratický politik. Po náhlém odstoupení německého spolkového prezidenta Horsta Köhlera začal na základě čl. 57 německého základního zákona (spolkové ústavy) jako předseda Spolkové rady vykonávat oprávnění spolkového prezidenta.

## Životopis
Böhrnsen se narodil v brémské městské části Gröpelingen. Jeho otec Gustav byl nacisty pronásledovaný komunista.
V osmnácti letech vstoupil Jens Böhrnsen do Sociálnědemokratické strany Německa (SDP). V roce 1968 odmaturoval na gymnáziu a v letech 1968 až 1973 studoval právo na univerzitě v Kielu. V roce 1973 složil první státní zkoušku ve Šlesvicku-Holštýnsku. Namísto vojenské služby absolvoval službu civilní, po jejímž skončení složil druhou státní zkoušku v Hamburku (1977). V letech 1978 až 1980 byl soudcem u správního soudu v Brémách a v letech 1991 až 1995 byl jeho předsedajícím soudcem.
Od 8. června 1995 zasedal za SDP v brémské městské radě a od roku 1999 byl předsedou tamější frakce SPD. V říjnu 2005 byl zvolen brémským starostou. Z titulu této funkce se stal také ministerským předsedou spolkové země Svobodné hanzovní město Brémy. Ve funkci byl potvrzen v červnu 2007.
Od 1. listopadu 2009 zastáva funkci předsedy Spolkové rady. Po odstoupení Horsta Köhlera z funkce převzal dočasně povinnosti spolkového prezidenta.